# Элло, Эрнест
Эрнест Элло (4 ноября 1828, Лорьян — 14 июля 1885, Лорьян) — французский духовный писатель
 и литературный критик, католический мыслитель-мистик.

## Биография
Сын известного адвоката. Изучал богословие в Рене, с отличием закончил юридический факультет в парижском Лицее Людовика Великого.
Хилый с детства, страдал от заболевания позвоночника и костей. Эта причина, вероятно, окрасила его оригинальную прозу отпечатком меланхолии.
Его взгляды сформировались под влиянием Э. Ренана, Ж. Б. Лакордера, Л. Вьелло и Ж. А. Барбе д’Оревильи.
В 1859 году основал газету Le Croisé («Крестоносец»). Печатался в газетах и журналах по всей Франции, а также в Бельгии.
Автор книг и статей по вопросам философии, теологии и литературы, известен серией философских и критических эссе, исследований творчества Шекспира, Гюго и других

## Избранные произведения
- Ренан (1859)
- Человек (1872)
- Лица святых (1875)
- Необычайные рассказы (1879)
- Чаша весов (1880)

Сам Э. Элло, в свою очередь, оказал влияние на Л. Блуа, Ж. Бернаноса, П. Клоделя.